# Категоризация (лингвистика)
Лингвокогнитивная категоризация — специфический для каждого варианта (вариации) языковой картины мира процесс вербализованного упорядочения знаний, полученных из окружающей среды.
Результатом лингвокогнитивной категоризации является система категорий, формирующаяся в языковом сознании человека. При этом под категорией понимается лингвоментальный феномен человеческого сознания, который представляет собой лингвокогнитивную ячейку в системе знаний и представлений человека о мире и о себе самом, изоморфно отображающую фрагмент реальной и/или воображаемой действительности в человеческом сознании. Изоморфный понимается здесь не как ‘одинаковый’, но как ‘подобный’, абсолютно не тождественный, а понятие лингвокогнитивная ячейка считается весьма условным в том смысле, что она предполагает не жесткие, но гибкие границы.
Категории, отображающие определенный фрагмент действительности в языковом сознании человека, могут иметь четкие (жесткие) и нечеткие (размытые) границы, могут менять свою структурно-содержательную организацию в зависимости от типа лингвокогнитивной категоризации, который предопределяет специфику того или иного варианта языковой картины мира (то есть научной, профессиональной, наивной картины мира).